# Luis Gordillo
Luis Gordillo (Sevilha, 1934), pintor espanhol.
É uma das principais figuras da arte abstrata na Espanha. De grande prestígio internacional, suas obras podem-se comtemplar nos principais museus de arte contemporânea da América do Norte e Europa.